# Кампањола (Верона)
Кампањола (итал. Campagnola) је насеље у Италији у округу Верона, региону Венето.
Према процени из 2011. у насељу је живело 1906 становника. Насеље се налази на надморској висини од 41 м.